# Médaille du combattant volontaire 1914-1918

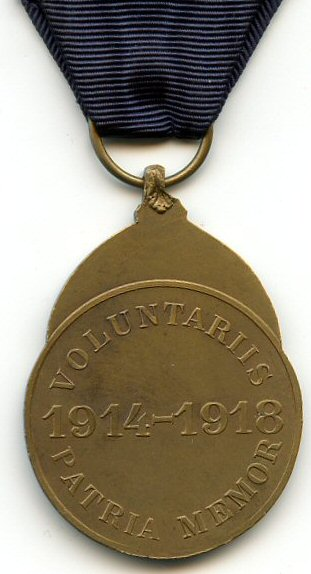
Revers de la médaille

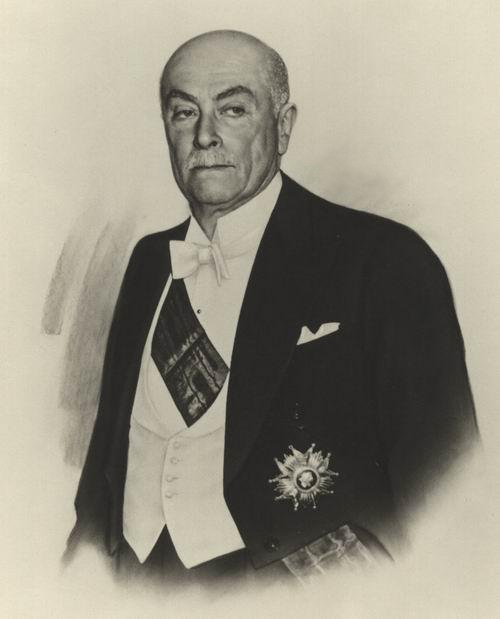
Comte Hubert Pierlot, un récipiendaire de la médaille du combattant volontaire 1914-1918

La médaille du combattant volontaire 1914-1918 (néerlandais : Medaille van de Vrijwillige Strijder 1914-1918) était une médaille belge pour service militaire en période de guerre qui fut créée par arrêté royal le 17 juin 1930 et décernée aux citoyens belges et ressortissants étrangers qui se sont volontairement enrôlés dans l'armée belge durant la Première Guerre mondiale.

## Statut
La Médaille du combattant volontaire 1914-1918 était décernée pour l'engagement volontaire et le service dans une unité combattante en zone dangereuse pour une période d'au minimum six mois durant la première guerre mondiale. Plus tard, les critères d'éligibilités seront étendus aux volontaires de plus de 40 ans et qui servirent dans une unité combattante en zone dangereuse sur une période de trois mois, ou de plus de 50 ans qui servirent un mois dans les mêmes conditions, ainsi qu'au personnel médical qui servit deux ans en Belgique non-occupée. D'autres conditions d'attributions existaient pour les plus jeunes ayant fui la Belgique occupée, qui étaient blessés aux combats ou à titre posthume.

## Insigne
La Médaille du combattant volontaire 1914-1918 était une médaille circulaire de 36 mm de diamètre frappée de bronze surmontée d'une excroissance en forme de croissant (30 mm à sa base) lui donnant une forme à peu près ovale d'une hauteur de 50 mm. Sur l'avers à droite en premier plan, la tête casquée d’un combattant de 1914-18 avec en arrière une gravure plus fine représentant la tête d’un volontaire de 1830 coiffé du bonnet typique des révolutionnaires. La section supérieure (croissant) portait l'image en relief de la couronne belge sur des branches de laurier. Au revers, le long de la bordure extérieure, l'inscription latine « VOLUNTARIIS PATRIA MEMOR », au centre, les millésimes 1914-1918.
La médaille était suspendue par un anneau au travers d'un anneau orné situé au haut de la médaille, à un ruban de soie moirée bleu royal.

## Récipiendaires illustres (liste partielle)
- Lieutenant-général de cavalerie Marcel Jooris
- Major-général Maurice Jacmart
- Lieutenant-général Jean-Baptiste Piron
- Major-général de cavalerie le baron Beaudoin de Maere d’Aertrycke
- Major-général Lucien Van Hoof
- Major-général Norbert Stroobants
- Comte Gatien du Parc Locmaria
- Baron Joseph van der Elst
- Jacques Delvaux de Fenffe
- Comte Hubert Pierlot
- August De Schryver
- Baron Raoul Richard
- Comte Georges Moens de Fernig
- Gouverneur Général Pierre Ryckmans
- Comte Hadelin d’Oultremont de Wégimont et de Warfusée (1877-1943)
- Comte Pierre d'Oultremont (1883-1965)
- Comte Emmanuel d'Oultremont (1899-1940)
- Comte Yves d'Oultremont (1894-1938)
- Comte François d'Oultremont (1899-1988)
- Comte Louis Cornet d’Elzius de Ways Ruart
- Capitaine de cavalerie le Baron Robert Goffinet
- Vicomte Jacques Davignon
- Comte Louis d’Ursel

## Sources
- Quinot H., 1950, Recueil illustré des décorations belges et congolaises, 4e édition. (Hasselt)
- Cornet R., 1982, Recueil des dispositions légales et réglementaires régissant les ordres nationaux belges. 2e Ed. N.pl., (Bruxelles)
- Borné A.C., 1985, Distinctions honorifiques de la Belgique, 1830-1985 (Bruxelles)